# غاري مارشال (لاعب كرة قدم)
غاري مارشال (بالإنجليزية: Gary Marshall)‏ هو لاعب كرة قدم بريطاني في مركز نصف الجناح، ولد في 20 أبريل 1964 في برستل في المملكة المتحدة. لعب مع سكونثورب يونايتد.